# Однодомность

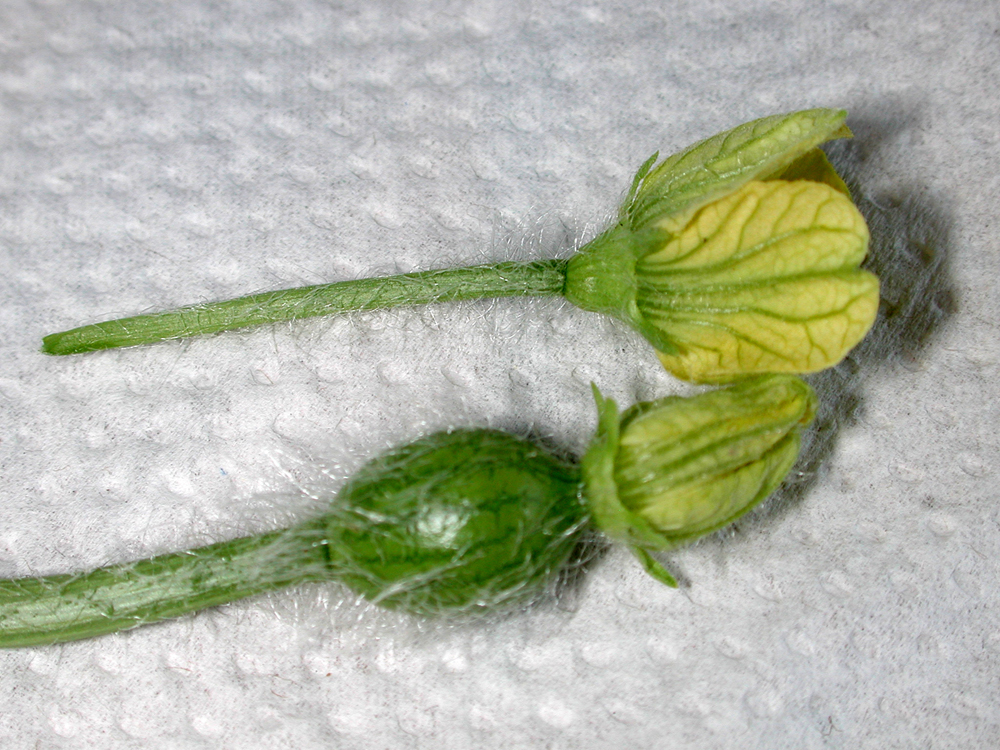
Цветки арбуза — однодомного растения:
Сверху — цветоносный побег с мужским цветком.
Ниже — цветоносный побег с женским цветком

Однодо́мность (др.-греч. μόνος — один, в одиночку и др.-греч. οἰκία — дом) — один из способов современных высших растений избегать самоопыления в пользу более прогрессивного перекрёстного опыления, при котором в пределах одной особи (или «в одном доме») развиваются не только гермафродитные (обоеполые цветки, обладающие одновременно пестиками и тычинками), но и раздельнополые: пестичные (женские) и тычиночные (мужские) цветки.
Чарльз Дарвин показал, что самоопыление является вынужденным средством воспроизведения растениями семян при отсутствии условий для перекрёстного опыления, в результате которого потомство приобретает способность совмещать наследственные свойства обоих родителей. В ходе эволюции перекрёстное опыление оказалось более прогрессивным за счёт расширения возможностей к приспособлению к различным условиям обитания. С целью предотвращения вероятности самоопыления у растений выработались разнообразные приспособления, в том числе:
- дихогамия — не одномоментные (различные по времени) сроки созревания пестиков и тычинок в пределах одного гермафродитного цветка и
- гетеростилия — различие морфологии пестиков и тычинок в пределах одного растения, часть обоеполых цветков которого содержат пестики с длинными столбиками и тычинки с короткими тычиночными нитями, а остальные — наоборот. При этом семена нормально сформировываются только в случае попадания на длинный пестик пыльцы с длинных тычинок, а на короткий — с коротких.

Однодомность обычно наблюдается в процессе перекрёстного опыления среди ветроопыляемых растений (анемофилия). Данный способ способствует устранению автогамии (опыления рыльца пыльцой того же цветка), но не предохраняет от гейтоногамии (опыления рыльца пыльцой других цветов той же особи). В живой природе встречаются разнообразные виды однодомных многобрачных (полигамных) растений, у которых в пределах одного экземпляра сосуществуют обоеполые (гермафродитные) и однополые (пестичные — женские и тычиночные — мужские) цветки: гречиха, ясень, георгина, дыня.

## Представители
К однодомным растениям относятся:
- берёза,
- бук,
- грецкий орех,
- дуб,
- кукуруза,
- лещина,
- ольха,

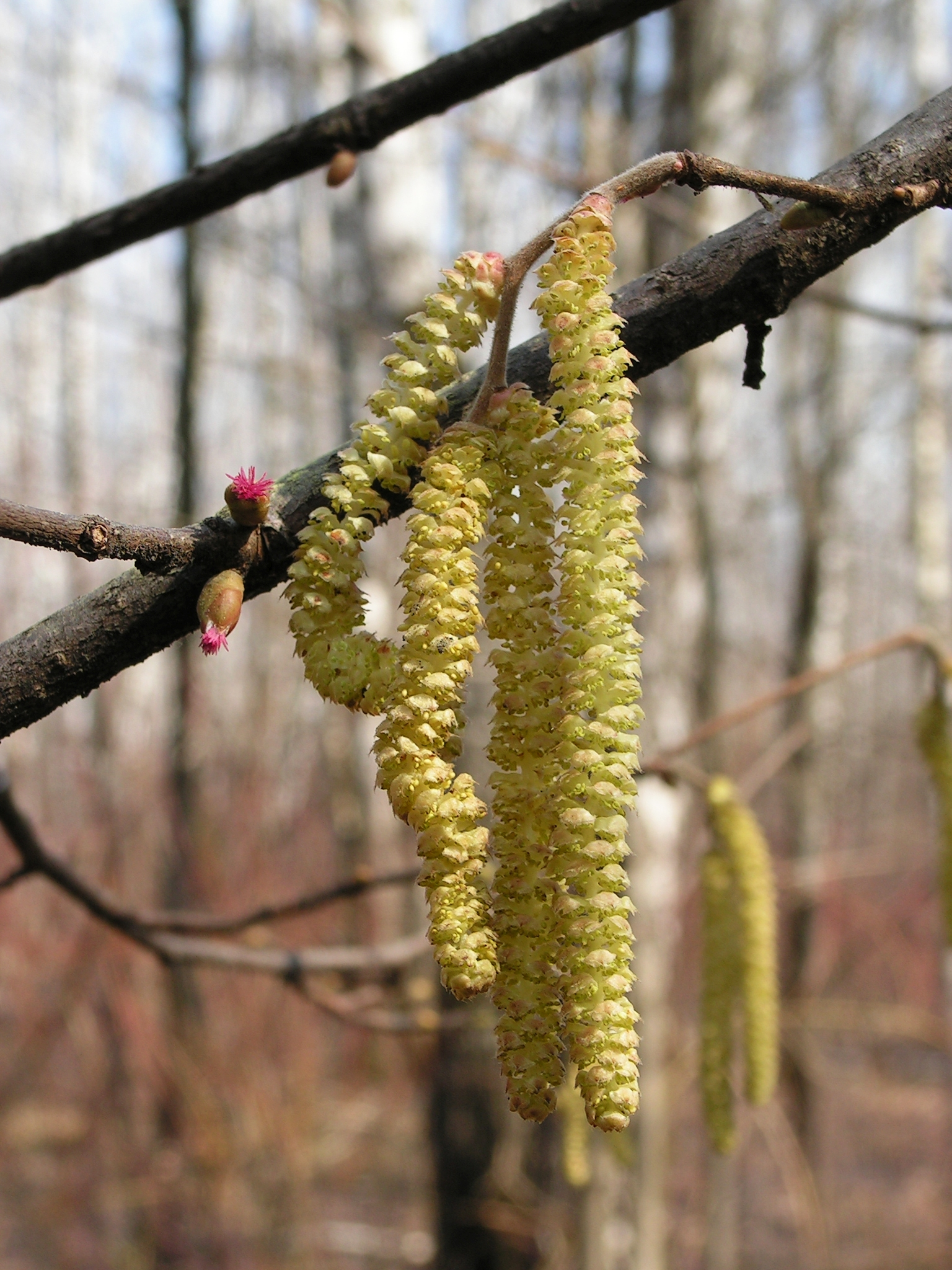
Лещина обыкновенная (Corylus avellana). Слева — почкообразные женские (пестичные) соцветия с высовывающимися розовыми рыльцами, справа — мужские (тычиночные) соцветия-серёжки

- тыква и тыквенные (арбуз, огурец и другие),
- хлебное дерево,
- многие осоки.